# Don't Lie
Don't Lie is een nummer van de Amerikaanse hiphopgroep The Black Eyed Peas uit 2005. Het is de tweede single van hun vierde studioalbum Monkey Business.
Ondanks dat "Don't Lie" een vrolijk en zomers geluid heeft, is de tekst van het nummer minder vrolijk. Het nummer gaat namelijk over het onder ogen zien van je fouten en het eerlijk beoordelen van een situatie. In het nummer biedt de ik-figuur zijn excuses aan voor zijn leugens tijdens een relatie met een andere vrouw. "Don't Lie" bevat een sample van het nummer "The Ruler's Back" van Slick Rick uit 1988. De videoclip is opgenomen in Brazilië.
Het nummer werd een wereldhit. In de Amerikaanse Billboard Hot 100 en in de Vlaamse Ultratop 50 haalde het de 14e positie, en in de Nederlandse Top 40 de 4e.